# Marc Muniesa i Martínez
Marc Muniesa i Martínez (Lloret de Mar, 27 de març de 1992) és un futbolista català que juga com a defensa. És internacional amb la selecció catalana

## Inicis
Va començar jugant d'extrem a la Penya Barcelonista de Lloret quan era benjamí; però al Barça el van endarrerir a l'interior i, en el segon any, al central, una posició que combina amb la de lateral. Quan tenia 15 anys, i ja era titular de l'equip juvenil, es va trencar els lligaments i va haver de deixar de jugar gairebé un any.
La seva projecció el va dur en pocs mesos a passar del Cadet A al Juvenil A, un cas semblant al de Bojan Krkic, encara que Krkic jugava com a davanter.

## Pas al primer equip del FC Barcelona
En la temporada 2008-09, un cop acabada la lliga juvenil, la seva presència va ser habitual als entrenaments del primer equip, fins al punt que el 23 de maig del 2009 va debutar-hi en partit de lliga. Va ser contra l'Osasuna, amb el dorsal 46, i en el minut 50. La seva participació va durar fins al minut 82, quan l'àrbitre el va expulsar. Aquesta expulsió va provocar una de les més grans mocadorades que recorda el Camp Nou.
Quatre dies després, l'entrenador Guardiola el va convocar per la final de la Lliga de Campions 2008-09, disputada a Roma, fet que es va interpretar com una compensació al jove jugador.
El 28 d'agost de 2009 fou suplent en el partit de la Supercopa d'Europa que enfrontà el Barça contra l'FC Xakhtar Donetsk, que l'equip blaugrana guanyà per 1 a 0 en la pròrroga. Va formar part de l'equip sub-21 espanyol que va guanyar el Campionat d'Europa sub-21 el 2013 celebrat a Israel.

## Pas a la Premier League
Les seves actuacions no van passar desapercebudes internacionalment i els clubs anglesos, especialment el Chelsea FC, van temptejar el seu fitxatge. El juliol del 2013 es va anunciar el seu fitxatge per l'Stoke City FC, que la temporada anterior havia estat tretzè a la Premier League. Muniesa acabava contracte amb el FC Barcelona el 30 de juny de 2013, i havia acabat la temporada anterior jugant amb el FC Barcelona B per tal de recuperar-se d'una lesió important que no li va permetre jugar durant la primera meitat de la temporada.

### Cessió al Girona
L'11 d'agost de 2017, Muniesa va ser cedit al Girona FC, acabat d'ascendir a la primera divisió espanyola, per una temporada.

## Internacional

### Selecció catalana
El 30 de desembre de 2011 va disputar amb la selecció catalana el Trofeu Catalunya Internacional 2011,  contra la selecció de Tunísia, un partit disputat a l'Estadi Olímpic Lluís Companys, que va acabar en empat a 0.
El 25 de març de 2019 va disputar amb la selecció catalana el partit contra Veneçuela, que va acabar amb victòria catalana per 2 a 1, a Montilivi.

## Palmarès

### FC Barcelona
- 1 Supercopa d'Europa (2009)[2]
- 1 Lliga de Campions (2008-09)
- 1 Copa del Rei (2008-09)
- 2 Lligues espanyoles (2008-09 i 2012-13[10])
- 1 Supercopa d'Espanya (2009)